# Nijolė
Nijolė ist ein litauischer weiblicher Vorname.

## Personen
- Nijolė Ambrazaitytė (1939–2016), Politikerin, Mitglied des Seimas
- Nijolė Naujokienė (* 1954), Pädagogin, Politikerin, Bürgermeisterin von Kėdainiai (2005–2011)
- Nijolė Oželytė (* 1954), Schauspielerin und Politikerin
- Nijolė Piškinaitė (* 1954), Richterin
- Nijolė Sabaitė (* 1950),  Leichtathletin, olympische Medaillengewinnerin
- Nijolė Steiblienė (*  1954), Politikerin und Journalistin